# Ханс Јирген Крајше
Ханс Јирген Крајше (19. јул 1947) бивши је источнонемачки фудбалер.

## Биографија
Крајше је читаву каријеру провео у свом матичном клубу, Динаму из Дрездена. Постигао је 127 голова на 234 утакмице у Првој лиги Источне Немачке између 1964. и 1978. Био је најбољи стрелац првенства Источне Немачке четири пута 1971, 1972, 1973 и 1976, и био је изабран за најбољег играча 1973. године.
За репрезентацију Источне Немачке је одиграо преко педесет утакмица и постигао 25 голова. Као члан олимпијског тима Источне Немачке, освојио је бронзану медаљу на играма у Минхену 1972. године. Учествовао је на ФИФА Светском првенству 1974. године у Западној Немачкој.
Након завршетка играчке каријере, радио је као тренер у Динамовом омладинском погону и кратко је био тренер првог тима током сезоне 1995/96. Од априла 2010. године ради као скаут за РБ Лајпциг.

## Успеси

### Клуб
Динамо Дрезден
- Прва лига Источне Немачке: 1971, 1973, 1976, 1977, 1978.
- Куп Источне Немачке: 1971, 1977.

### Репрезентација
Источна Немачка
- Олимпијске игре: бронзана медаља Минхен 1972.

### Награде
- Најбољи играч Источне Немачке: 1973.
- Најбољи стрелац Прве лиге Источне Немачке: 1971, 1972, 1973, 1976.